# Wilf O’Reilly
Wilfred John O’Reilly (* 22. August 1964 in Birmingham) ist ein ehemaliger britischer Shorttracker.
O’Reilly war in den 1980er-Jahren der erfolgreichste britische Shorttracker und gewann 1988, als Shorttrack olympische Demonstrationssportart war, zwei olympische Goldmedaillen über 500 und 1000 Meter. Drei Jahre darauf wurde er als bisher einziger Brite Weltmeister. Nach zwei weiteren Olympischen Spielen, bei denen er medaillenlos blieb, war er bis 2001 niederländischer Trainer.

## Karriere
O’Reilly ist irisch-westindischer Abstammung und wuchs in Großbritannien auf, in einem Land, in dem Wintersport keine größere Rolle einnimmt. Dennoch übte er, seitdem er sechs Jahre alt war, Eissport aus. Nachdem er zunächst mit Eiskunstlauf begonnen hatte, wechselte er im Alter von 13 Jahren zum Eisschnelllauf. Im Nachhinein erklärte er, die gesamte Sportkarriere seiner Jugend habe sich entwickelt, es habe keinen entscheidenden Wendepunkt gegeben. Als O’Reilly die Schule beendet hatte, arbeitete er zunächst als Platzwart bei den englischen Fußballvereinen Aston Villa sowie Birmingham City, ehe ihn sein späterer Manager Bob Copeman entdeckte. Copeman brachte den mittlerweile 18-Jährigen zum Shorttrack, der Brite entwickelte sich rasch zum besten Athleten seines Landes und wurde ab 1982 siebenmal in Folge Britischer Meister. 1988 reiste er zu den Olympischen Winterspielen in Calgary, wo Shorttrack mit fünf Rennen erstmals als Demonstrationssportart ein Teil der Wettbewerbe war. Auf den beiden kürzesten Distanzen, den 500 Metern sowie den 1000 Metern, gewann der Brite Gold und sicherte seiner Nation so die einzigen Medaillen der gesamten Olympischen Spiele, wenngleich sie als inoffiziell galten, da Shorttrack lediglich ein Demonstrationsbewerb war.
Der Sieg O’Reillys bei Olympia hatte eine enorme Steigerung seiner Popularität und der seines Sports als Folge. Medien bezeichneten ihn als „den einzigen britischen Eisläufer, von dem die Mehrheit seiner Landsleute schon etwas gehört haben“. Außerdem fand der Brite viele neue Sponsoren, gleichzeitig erhöhte sich aber auch die Erwartungshaltung seiner Anhänger, die mit weiteren Erfolgen rechneten. Um diese zu erreichen, entwickelten er und sein Manager Copeman mithilfe eines Computerprogramms speziell auf Shorttrack zugeschnittene Trainingspläne, damit O’Reilly auf den körperlich bestmöglichen Stand kam. Dabei gewannen jedoch seine Schenkel so sehr an Dicke, dass sie 1990 die Beweglichkeit des Athleten einschränkten. Abgesehen von diesem Problem verlief die Saison 1990/91 für O’Reilly allerdings erneut sehr erfolgreich. Nachdem er bereits ein Jahr zuvor die Silbermedaille bei der Weltmeisterschaft in Amsterdam gewonnen hatte, bezwang er 1991 bei der WM in Sydney sämtliche Konkurrenten und wurde als erster Brite Shorttrack-Weltmeister. Zudem erreichte er in diesem Winter zum neunten und letzten Mal den Titel bei den nationalen Meisterschaften. In der Zeit danach verdrängten jüngere Athleten den mittlerweile 26-Jährigen, insbesondere der acht Jahre jüngere Nicky Gooch. Bei den Winterspielen 1992 in Albertville war Shorttrack zum ersten Mal olympische Disziplin. O’Reilly nahm als Titelverteidiger und amtierender Weltmeister teil, verpasste jedoch sowohl über 1000 Meter als auch mit der Staffel eine weitere Medaille. Dennoch war er mit dem Sieg im B-Finale auf der Einzelstrecke und dem damit verbundenen fünften Gesamtrang weiterhin der beste Athlet seines Landes.
Ende 1993 verunglückte O’Reillys Verlobte, die niederländische Shorttrackerin Monique Velzeboer, während eines Trainings schwer. Bei einem Zusammenstoß mit einer Absperrung brach sie sich beide Handgelenke sowie das Genick und blieb von da an gelähmt. Nach dem Unfall verschlechterten sich die Ergebnisse des Shorttrackers, da „der Kopf nicht mehr mitspielte“. Dennoch startete er auch 1994 bei seinen insgesamt dritten Olympischen Winterspielen in Lillehammer. Als Ziel gab er erneut eine Medaille aus, er würde nicht zu den Spielen reisen, nur um in der Stadt zu sein und teilzunehmen. Bei seinem ersten Wettkampf über die 1000 Meter verpasste der 29-Jährige dieses Ziel jedoch deutlich; als 22. war er 15 Ränge hinter seinem Landsmann Gooch platziert. Auch im 500-Meter-Wettkampf verfehlte er eine Medaille: Bei einer Startkollision mit dem Australier Steven Bradbury wurde O’Reillys linker Schlittschuh ruiniert, bei dem darauffolgenden Neustart konnte er so nicht antreten. Proteste der britischen Mannschaft blieben erfolglos, der Shorttracker wurde schließlich auf dem 27. Platz geführt. Das gleiche Rennen beendete Nicky Gooch auf dem dritten Rang und gewann so eine von drei britischen Medaillen bei diesen Spielen. Wenige Wochen nach Ende der Olympischen Spiele meinte O’Reilly, im Nachhinein hätte er lieber nicht an Olympia teilgenommen, dennoch sei es „ein Schritt zurück zur Normalität“ gewesen. Ähnlich wie der Leichtathlet Linford Christie, der noch mit 32 Jahren Olympiasieger wurde, wollte der Shorttracker auch bei den Olympischen Spielen 1998 an den Start gehen, obwohl er dann mit 33 Jahren zu den ältesten Athleten gezählt hätte. Schließlich beendete er nach zwei erfolglosen Jahren doch bereits 1996 seine aktive Karriere.
Im Anschluss an das Karriereende trainierte O’Reilly die niederländische Nationalmannschaft und führte diese zu den Olympischen Spielen 1998, wo Dave Versteeg als bestes Einzelresultat den sechsten Rang belegte. Im Jahr 2000 wurden dem Trainer bei einem Einbruch in sein Haus die beiden olympischen Goldmedaillen von 1988 sowie die Weltmeisterschafts-Goldmedaille von 1991 entwendet. Ein halbes Jahr darauf fanden Bauarbeiter beim Ausbaggern eines Flussbettes nahe Breda die Medaillen wieder. Als Kuriosum erreichte die Meldung im Dezember 2000 internationale Beachtung. Im Oktober 2001 löste der Kanadier Yves Nadeau O’Reilly als niederländischer Nationaltrainer ab. Seit Juni 2002 gehört er der vierköpfigen ISU Short Track Speed Skating World Cup Management Commission an.

## Auszeichnungen
- Member of the Order of the British Empire (MBE), für seine Verdienste im Sport, Juni 1997